# 라임크라임
《라임크라임》은 2021년에 개봉한 대한민국의 영화이다.

## 캐스팅
- 이민우 : 송주 역
- 장유상 : 주연 역
- 김최용준 : 상희 역
- 올티 : MNG리더 역
- 이시하 : 호수 역
- 손원익 : 재훈 역